# ایلاما
ایلاما (نام علمی: Annona diversifolia)، که با نام «درخت ایلاما» هم شناخته می‌شود، یک درخت میوه نواحی گرمسیری است که در آمریکای مرکزی یافت می‌شود.
میوهٔ ایلاما یا در یک کفه از پوسته‌اش خورده می‌شود یا به کمک ابزاری همچون قاشق گود تراشیده شده و معمولاً به صورت سرد سرو می‌گردد. گاهی برای افزایش طعم با کمی کِرِم و شکر یا برای تند و ترش مزه کردن با قطره‌ای آب لیمو سرو می‌شود.

## میوه
میوهٔ ایلاما یا مخروطی شکل، قلبی شکل یا تخمی شکل است. مانند چری‌مویا، حدود ۶ اینچ(۱۵ سانتیمتر) طول دارد و ممکن است وزنش به دو پوند (۹۰۰ گرم) هم برسد. معمولاً، ایلاما گل‌آذین خوشه‌ای سه گوشه کم و بیش قابل توجهی دارد که برجسته بوده و از میوه بیرون زده‌است، گرچه بعضی از میوه‌ها در روی همان درخت پوست زمخت و بعضی پوست نسبتاً صافی دارند.
دو نوع ایلاما، سبز و صورتی وجود دارد. گوشت نوع سبز سفید و شیرین است، در حالیکه گوشت نوع صورتی، رنگ گلی و مزه ترش دارد.

## درخت
ارتفاع درخت ایلاما حدود ۲۵ فوت (۷٫۵ متر) می‌رسد؛ و شاخه‌ها اغلب از سطح زمین شروع به رشد می‌کنند. درخت با عطرش، پوست براق نازک و شیاردار خاکستری مایل به قهوه‌ای کمرنگ، برگهای تخم مرغی یا بیضوی شکل به طول ۶ اینچ (۵ تا ۱۵ سانتیمتر) شناخته می‌شود.

### کشت
جمع‌آوری محصول درخت ایلاما در مکزیک از اوایل ژوئن و فقط به مدت دو هفته طول می‌کشد. در گواتمالا فصل برداشت از ژوئیه تا سپتامبر طول می‌کشد، و در فلوریدا که درخت کاشته می‌شود فصل برداشت از ژوئیه تا دسامبر است.
براساس سنت ، میوه‌ها تا زمانی که ترک برندارند چیده نمی‌شوند. اما می‌شود آنها را کمی زودتر چید و سه روز نگه داشت تا برسند. اگر میوهٔ ایلاما خیلی زود چیده شود هرگز نمی‌رسد. محصول ایلاما به‌طور کلی کم است. در زمان طبیعی برداشت، تعدادی از درختان محصولی نمی‌دهند، بعضی‌ها سه یا ۱۰ عدد محصول می‌دهند، در حالیکه درختانی استثنایی ممکن است هر فصل ۸۵ تا ۱۰۰ عدد هم محصول بدهند.

## تاریخچه
فرانسیسکو هرناندز از اولین کسانی بود که اطلاعاتی در مورد ایلاما ثبت کرد. او توسط فیلیپ دوم پادشاه اسپانیا در سال ۱۵۷۰ برای یادداشت برداری از محصولات مفید مکزیک به آنجا فرستاده شده بود. سالهای زیادی مردم ایلاما را با ساپادیل یا آنونا رتیکولاتا اشتباه می‌گرفتند.
ایلاما بومی مکزیک است و روی تپه‌های دامنه کوه سواحل جنوب غربی مکزیک و سواحل اقیانوس آرام در گواتمالا و السالوادور به‌طور وحشی رشد می‌کند و ویژهٔ نواحی گرمسیری است. درخت در مناطقی با ارتفاع بیش از ۲۰۰۰ فوت (۶۱۰ متر) به‌طور طبیعی رشد نمی‌کند، گرچه در السالوادور در ارتفاعات ۵۰۰۰ فوت (۱۵۲۴ متر)، و در گواتمالا در بیش از ۵۹۰۰ فوت (۱۸۰۰ متر) کاشته می‌شود. ایلاما در آب و هوایی که به دنبال فصل طولانی خشک باران زیادی می‌بارد بهتر می‌ماند. د ر مناطقی که باران به صورت دوره‌ای نمی‌بارد درخت آبیاری می‌شود.

## ارزش غذایی
براساس مطالعاتی که در السالوادور انجام گرفته، مواد غذایی موجود در هر ۱۰۰ گرم بخش خوردنی میوه به ترتیب زیر است:
- مایع، ۷۱٫۵ گرم
- پروتئین، ۰٫۴۴۷ گرم
- چربی، ۰٫۱۶ گرم
- فیبر، ۱٫۳ گرم
- خاکستر، ۱٫۳۷ گرم
- کلسیم، ۳۱٫۶ میلی‌گرم
- فسفر، ۵۱٫۷ میلی‌گرم
- آهن، ۰٫۷۰ میلی‌گرم
- کاروتن، ۰٫۰۱۱ میلی‌گرم
- تیامین، ۰٫۲۳۵ میلی‌گرم
- ریبوفلاوین، ۰٫۲۹۷ میلی‌گرم
- نیاسین، ۲٫۱۷۷ میلی‌گرم
- اسید اسکوربیک، ۱۳٫۶ میلی‌گرم